# 鴨蝦夷
鴨 蝦夷（かも の えみし）は、飛鳥時代の人物。氏は賀茂とも書く。姓は君のち朝臣。冠位は勤大壱、贈直広参。672年の壬申の乱で大海人皇子（天武天皇）の側について石手道を守った。

## 経歴
弘文天皇元年（672年）壬申の乱の勃発時、吉野宮から大海人皇子（天武天皇）が去ってから、倭（大和国）では大友皇子（弘文天皇）の朝廷のもとで軍の編成が進められた。6月29日にその軍の指揮権を、大海人皇子側の大伴吹負が計略で奪取した。これを知った鴨蝦夷は、三輪高市麻呂らと吹負の下に参集した。
吹負の軍は7月1日に北の及楽（奈良）に向けて進発した。途中の稗田で河内国から大軍が来るとの情報を得て、吹負は3部隊を分派した。そのうちの数百人を鴨蝦夷が率いて石手道を守った。配置についてから敵軍と盛んに戦ったのは坂本財らの部隊で、鴨蝦夷の部隊が戦闘に加わったかどうかは不明だが、5日には敵に圧倒されて退いた。
天武天皇13年（684年）八色の姓の制定により鴨氏（鴨君）は朝臣姓を与えられた。
持統天皇9年（695年）4月17日に直広参を贈位され、賻物（葬儀の際の贈り物）を贈られた。もとの冠位は勤大壱であった。同じ日に文赤麻呂も冠位と賻物を贈られており、2人ともこれより少し前に死んだと思われる。